# Astragalus hamzae
Astragalus hamzae es una especie de planta del género Astragalus, de la familia de las leguminosas, orden Fabales.

## Distribución
Astragalus hamzae se distribuye por Turquía.

## Taxonomía
Fue descrita científicamente por Hamzaoglu. Fue publicada en Ann. Bot. Fenn. 40(4): 291 (2003).